# 660
660 је била преступна година.

## Догађаји
- Цар Констанс II је параноичан због амбиција свог млађег брата, Теодосија, и наређује његово убиство. Након што је на себе изазвао мржњу грађана Цариграда, Констанс одлучује да напусти византијску престоницу и сели се у Сиракузу (Сицилију).
- Карантанија, са центром северно од модерног Клагенфурта, се први пут помиње у историјским изворима као држава јужних словена.
- Феликс, патриције из Тулуза, преузима титуле војводе од Васконије и Аквитаније. Формално је вазал Франака, али влада „де факто“ независно.
- Краља Сигеберта II од Есекса убијају његова браћа, Свителм и Свитфрит, и други рођаци, јер су били „превише спремни да помилују своје непријатеље“, односно хришћане. Свителм постаје краљ Есекса, а Свитфрит је заједнички монарх неко време.
- 9. јул – Битка код Хвангсанбела: Снаге краљевства Силе (50.000 људи) предвођене генералом Ким Ју-шином побеђују војску Бекџеа код Нонсана. Током борби генерал Гјебек умире од руке силанских освајача. Бекџе у југозападној Кореји осваја савез династије Танг и Силе, предвођен генералом Су Дингфангом и краљем Мунмуом од Силе. Јапански изасланици задржани у Чангану су условно пуштени на слободу.
- Цар Гао Зонг пати од болести (могуће спорог тровања). Његова жена Ву Зетијан почиње да влада Кинеским царством.
- Принц Нака но Ое но Оји из Јапана први пут прави јапански сат у Асуки, помоћу којег људима показује колико је сати.
- Почиње рат између Баекџеа и Танга, у којем учествују снаге Јамата у подршци краљевствима Баекче и Гогурјео.
- Престоница Јапана се сели из Асуке, Јамато (палата Окамото или Ночи но Асука-Окамото-но-мија) у Асакуру, Фукуока.